# Pseudochariesthes nigroguttata
Pseudochariesthes nigroguttata là một loài bọ cánh cứng trong họ Cerambycidae.